# شركة نفط ميسان
شركة نفط ميسان هي شركة نفط وغاز مملوكة للدولة تقع في محافظة ميسان ، العراق.
كانت الشركة جزء من شركة نفط الجنوب حتى عام 2008. و جاء استحداث الشركة لغرض توسيع الأنشطة النفطية في ميسان وإنشاء مشاريع مشتركة مع شركات عالمية لتطوير حقول النفط في المحافظة.
هي إحدى تشكيلات وزارة النفط وهذة مقدمه ونبذة تاريخيه عن الشركة حيث مارست شركه ألف الفرنسية نشاطها النفطية في حقول نفط ميسان (حقول البزركان، فكه، ابوغرب ) منذ أوائل السبعينات وبعد فترة وجيزة تم تشكيل شركه نفطية مستقلة باسم (شركه ألف -العراق ) لها ارتباط مباشر بشركه النفط الوطنية العراقية التي مقرها بغداد.تدار هذه الشركة العراقية الفرنسية بواسطة كوادر عراقيه وكوادر فرنسيه حيث يوجد لكل منصب أو اختصاص فرنسي يقابله مسئول عراقي وفق ما يسمى بنظام (الرديف )أو ( DEPUTY ) لغرض تمشية شؤون إدارة هذه الشركة المشتركة .
كان المقر الرئيس لنشاط الشركة حقل البزركان ويحتوي على الدوائر والمخازن والورش أضافه لنشاط العمليات النفطية وبناء المنشآت، ويوجد مكتب صغير في محافظه بغداد بمنطقة العلوية يهتم بأمور المتابعة والتنسيق المباشر مع مقر شركه النفط الوطنية العراقية .مع تواجد بعض الموظفين الذين يؤدون واجبات تتعلق بالخدمات والاتصالات والنقل وعمليات الشراء، كما يعتبر هذا المكتب مقرا" للمدير العام المقيم ورديفه . في تموز /1977 قامت الحكومة العراقية بما يسمى باستلام عمليات شركة ألف -العراق ودمجت نشاطات حقول ميسان مع نشاطات المؤسسة ألعامه لنفط الجنوب التي مقرها محافظه البصرة، وأصبحت تسمى دائرة حقول نفط ميسان ويرأسها مدير دائرة .
وبعد سنتين أصبحت دائرة نفط ميسان مديريه عامه واستمر الحال حتى عام 1987 ،بعد ذلك خضعت هذه الدائرة إلى قرارات التقليص والترشيق الإداري التي تبنتها الحكومة آنذاك تحت وطئت الحرب وتوقف الإنتاج في حقول ميسان إذ أصبحت هذه الحقول ساحة للعمليات العسكرية، فقلصت هيكلية الدائرة إلى مستوى قسم تابع هيأة العمليات في الشركة ألعامه لنفط الجنوب
تأسيس الشركة 
وافقت الامانة العامة لمجلس الوزراء بكتابها المرقم (15234 لسنة 2008 م وبموجب قرار مجلس الوزراء المرقم 246 لسنة 2008 م(2462008/6/29 على تحويل هيأة حقول نفط ميسان إلى شركة عامة باسم شركة نفط ميسان وفك ارتباطها من شركة نفط الجنوب استنادا إلى احكام المادة الرابعة من قانون الشركات العامة رقم (2) لسنة 1997 م. المعدل كونها تمتلك البنية التحتية والاختصاصات المختلفة من مهندسين وفنيين وكوادر أخرى مؤهلة تضاهي الكوادر الموجودة في بقية شركات الاستخراج في البلد ومالها من إنجازات كبيرة ومميزة في مجالات العمل النفطي كافة

## وصلات خارجية
- [/http://www.moc.oil.gov.iq]